# Sew licz
Sew licz (orm. Սեւ լիճ, azer. Qaragöl, tłum. czarne jezioro) – wysokogórskie jezioro na granicy armeńsko-azerskiej.
Jezioro położone jest na wysokości 2650 m n.p.m. Maksymalna głębokość wynosi 7,8 m. Zajmuje powierzchnię około 1,92 km². Długość brzegu to około 5,5 km. Objętość wód wynosi 11600 m³. Teren wokół jeziora pokryty jest roślinnością typową dla łąk subalpejskich. W okolicach jeziora występują 102 gatunki roślin. 
Jezioro pojawia się w licznych miejscowych legendach m.in. o czterdziestogłowym smoku czy wodnej dziewczynie.